# Світ, що потонув (роман Кобленца)
«Світ, що потонув» (англ. The Sunken World) — науково-фантастичний роман американського письменника Стентона А. Кобленца. Роман вперше вийшов на сторінках журналу «Емейзін сторіз» влітку 1928 року. Окремою книгою вперше вийшов 1948 року у видавництві Fantasy Publishing Company, Inc. тиражем 1000 примірників. Перший науково-фантастичний роман Кобленца.

## Сюжет

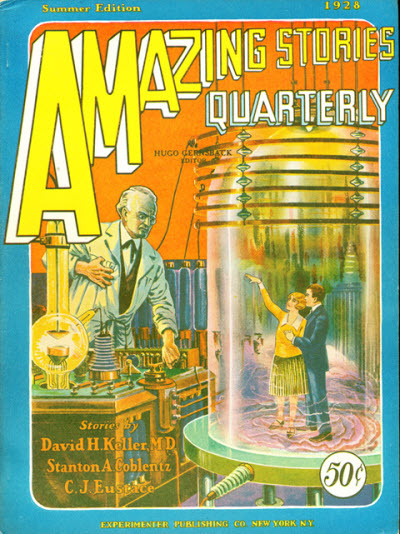
Роман «Світ, що потонув» спочатку вийшов на сторінках журналу Amazing Stories Quarterly влітку 1928 року.

Роман розповідає історію Ентона Гаркнесса, командувача американського підводного човна у період Першій світовій війні, який потрапляє у водяний вихор, котрий тягне її до морського дна, де вона стикається зі скляним куполом. Екіпаж субмарини рятують атланти, які проживають під куполом. Гаркнесс закохується у дівчину-атлантійку, з якою він тікає на земну поверхню після того, як купол Атлантиди був знищений.